# DASK
DASK (forkortelse for: Dansk Aritmetisk Sekvens-Kalkulator) var den første danskbyggede regnemaskine – eller en førstegenerationsdatamat.
Den så dagens lys den 13. februar 1958 i en villa på Bjerregaardsvej 5 i Valby ejet af bryggeriet Carlsberg. DASK blev påbegyndt i april 1956 af firmaet Regnecentralen, som også stod for udviklingen af dens efterfølger GIER.
Forud herfor var gået et mere politisk arbejde med henblik på at skaffe bevillinger til forskning og udvikling i regnemaskiner. Akademiet for de Tekniske Videnskaber var igangsætter, og professor Richard Petersen ("Lille P") var hovedkraften bag. Chefkonstruktør var civilingeniør Bent Scharøe Petersen, der havde fulgt det tilsvarende svenske projekt om regnemaskinen BESK fra 1953. En anden inspirator var en medarbejder fra det daværende KTAS, Niels Ivar Bech, der senere blev leder af Regnecentralen.
Hovedkomponenterne i DASK var elektronrør eller radiorør. De udvikede en del varme, så der måtte også installeres køleanlæg. Den samlede vægt af maskinen var 3,5 ton, hvilket er mere end et normalt parketgulv i en villa kan klare, men det gik.
DASK var for sin tid en hurtig maskine. En addition tog 56 mikrosekunder svarende til 17.857 additioner i sekundet, og flere eksperter mente, at én regnemaskine af den kaliber var nok til at dække hele Danmarks behov. Det indre lager bestod af ferritkerner – ud af en mængde på 65.000 blev de syet sammen i et net af kobbertråd. Resultatet blev en størrelse på hele 5.120 byte. Senere blev lageret udvidet med et ydre tromlelager, som blev færdiggjort i villaens billardkælder. Hver tromle havde en kapacitet på 40 kB.
Der var altså grænser for dens formåen – men den blev anvendt i forbindelse med folketingsvalget den 15. november 1960, beregning af højspændingstransformator mv.